# Uvaria afzelii
Uvaria afzelii este o specie de plante angiosperme din genul Uvaria, familia Annonaceae, descrisă de G. Elliot. Conform Catalogue of Life specia Uvaria afzelii nu are subspecii cunoscute.